# شيمبوتي
شيمبوتي (بالكتشوا:  Chimputi) (بالإنجليزية: Chimbote)‏ هي أكبر مدينة في إقليم أنكاش في بيرو، وهي مركز كل من محافظة سانتا ومديرية شيمبوتي. بلغ عدد سكانها 334,568 نسمة في 2007.

## المناخ
يظهر الجدول التالي التغييرات المناخية على مدار السنة لشيمبوتي:
| البيانات المناخية لـشيمبوتي       | البيانات المناخية لـشيمبوتي | البيانات المناخية لـشيمبوتي | البيانات المناخية لـشيمبوتي | البيانات المناخية لـشيمبوتي | البيانات المناخية لـشيمبوتي | البيانات المناخية لـشيمبوتي | البيانات المناخية لـشيمبوتي | البيانات المناخية لـشيمبوتي | البيانات المناخية لـشيمبوتي | البيانات المناخية لـشيمبوتي | البيانات المناخية لـشيمبوتي | البيانات المناخية لـشيمبوتي | البيانات المناخية لـشيمبوتي |
| الشهر                             | يناير                       | فبراير                      | مارس                        | أبريل                       | مايو                        | يونيو                       | يوليو                       | أغسطس                       | سبتمبر                      | أكتوبر                      | نوفمبر                      | ديسمبر                      | المعدل السنوي               |
| --------------------------------- | --------------------------- | --------------------------- | --------------------------- | --------------------------- | --------------------------- | --------------------------- | --------------------------- | --------------------------- | --------------------------- | --------------------------- | --------------------------- | --------------------------- | --------------------------- |
| متوسط درجة الحرارة الكبرى °م (°ف) | 26.7 (80.1)                 | 27.8 (82.0)                 | 27.4 (81.3)                 | 25.5 (77.9)                 | 23.9 (75.0)                 | 22.8 (73.0)                 | 21.9 (71.4)                 | 21.5 (70.7)                 | 21.5 (70.7)                 | 22.4 (72.3)                 | 23.8 (74.8)                 | 25.3 (77.5)                 | 24.2 (75.6)                 |
| متوسط درجة الحرارة الصغرى °م (°ف) | 17.4 (63.3)                 | 18.3 (64.9)                 | 18.3 (64.9)                 | 17.0 (62.6)                 | 15.7 (60.3)                 | 14.6 (58.3)                 | 13.9 (57.0)                 | 14.0 (57.2)                 | 13.7 (56.7)                 | 14.2 (57.6)                 | 14.8 (58.6)                 | 16.2 (61.2)                 | 15.7 (60.3)                 |
| الهطول مم (إنش)                   | 1.6 (0.06)                  | 3.7 (0.15)                  | 3.6 (0.14)                  | 1.6 (0.06)                  | 0.2 (0.01)                  | 0.0 (0.0)                   | 0.3 (0.01)                  | 0.2 (0.01)                  | 0.0 (0.0)                   | 0.2 (0.01)                  | 0.2 (0.01)                  | 0.3 (0.01)                  | 11.9 (0.47)                 |
| المصدر: NOAA                      |                             |                             |                             |                             |                             |                             |                             |                             |                             |                             |                             |                             |                             |

## مدن توأم
المدن التوأم:
- سان خوسيه، كوستاريكا
- أسونسيون
- بيلو هوريزونتي
- بوينس آيرس
- وانكاشو
- مدريد
- نانت
- بينساكولا، فلوريدا
- سياتل
- يوكوهاما
- ميورقة
- لاس بالماس دي غران كناريا
- جاكسونفيل، فلوريدا.

## أعلام
- سيزار ميدينا